# East Liverpool
East Liverpool é uma cidade localizada no estado norte-americano de Ohio, no Condado de Columbiana.

## Demografia
Segundo o censo norte-americano de 2000, a sua população era de 13.089 habitantes.
Em 2006, foi estimada uma população de 12.305, um decréscimo de 784 (-6.0%).

## Geografia
De acordo com o United States Census Bureau tem uma área de
11,8 km², dos quais 11,3 km² cobertos por terra e 0,5 km² cobertos por água.

## Localidades na vizinhança
O diagrama seguinte representa as localidades num raio de 8 km ao redor de East Liverpool.